# シェーン・ファーガソン
シェーン・ケヴィン・ファーガソン（Shane Kevin Ferguson、1991年7月12日  - ）は、北アイルランド・ロンドンデリー出身のプロサッカー選手。北アイルランド代表。ロザラム・ユナイテッドFC所属。ポジションは、ミッドフィールダー。

## クラブ

### ニューカッスル
2007年7月、ニューカッスル・ユナイテッドFCの下部組織に入団。2009年6月、プロ契約を締結した。2010年8月25日開催のフットボールリーグカップ・アクリントン・スタンリーFC戦でトップチームデビュー。

### ミルウォール
2015年8月7日、ミルウォールFCに92日間の契約でレンタル移籍。9月1日、レンタル期間を2016年1月9日まで延長。2016年1月26日、ミルウォールFCに完全移籍し18ヶ月間の契約を結んだ。

### ロザラム
2022年7月20日、ロザラム・ユナイテッドFCと2年契約（3年目の契約延長オプション付き）を結んだ。

## 代表歴
2009年6月6日に開催されたイタリア代表との親善試合で初キャップ。A代表と並行して世代別代表にも選出され、UEFA U-19欧州選手権2010予選に参加した。
2012年8月15日に開催されたフィンランド代表との親善試合で初ゴール。2014 FIFAワールドカップ・ヨーロッパ予選にも引き続き招集されている。